# Pseudohippopsis gracilis
Pseudohippopsis gracilis är en skalbaggsart som först beskrevs av Olof Immanuel von Fåhraeus 1872.  Pseudohippopsis gracilis ingår i släktet Pseudohippopsis och familjen långhorningar. Inga underarter finns listade i Catalogue of Life.